# Lucas Leiva
Lucas Pezzini Leiva, được biết đến với cái tên Lucas hoặc Lucas Leiva (sinh ngày 9 tháng 1 năm 1987 ở Dourados, Mato Grosso do Sul) là một cựu cầu thủ bóng đá người Brasil thi đấu ở vị trí tiền vệ trung tâm. 
Lucas bắt đầu sự nghiệp của mình ở vị trí tiền vệ box-to-box tại Grêmio, nơi anh đã giành được Campeonato Gaúcho năm 2006 và 2007. Vào tháng 7 năm 2007, anh chuyển đến Liverpool, nơi anh đã chơi 347 trận chuyên nghiệp trong suốt một thập kỷ, giành EFL Cup. vào năm 2012. Từ năm 2010 đến năm 2016, Lucas đã dẫn đầu Premier League về số lần tắc bóng mỗi trận năm lần trong sáu mùa giải. Anh ấy có nhiều pha tắc bóng thứ hai trong lịch sử Premier League và vẫn là cầu thủ người Brazil có nhiều lần ra sân thứ 3 tại Premier League. Anh gia nhập Lazio vào năm 2017.
Trở thành cầu thủ quốc tế kể từ năm 2007, anh ấy đã có 24 lần khoác áo đội tuyển và đại diện cho Brazil tại Thế vận hội 2008 và Copa América 2011, giành huy chương đồng tại giải đấu cũ. Anh cũng là đội trưởng đội dưới 20 tuổi giành chức vô địch Giải vô địch trẻ Nam Mỹ 2007 .

## Sự nghiệp câu lạc bộ

### Gremio
Lucas khởi đầu sự nghiệp cùng Grêmio, có trận ra mắt ở đội một vào ngày 22 tháng 10 năm 2005 trong trận thắng 1-0 trước Náutico ở Serie B. Gremio vô địch mùa giải đó, với chỉ bảy cầu thủ trên sân, trở lại với đỉnh cao của bóng đá Brasil.
2006 là một năm thành công với cả Lucas và Gremio, vô địch giải Campeonato Gáucho lần đầu kể từ năm 2001, vào cũng đứng ở vị trí thứ ba ở giải Campeonato Brasileiro.Lucas cũng trở thành cầu thủ trẻ nhất được tạp chí Goldon Ball đề cử danh hiệu cầu thủ xuất sắc nhất của giải Campeonato Brasileiro-một danh hiệu đã từng được trao cho những danh thủ như Zico, Falcao, Careca, Romario, Kaká và Carlos Tevez.
Phong độ tốt ở mùa giải 2006 đã giúp anh nhận được sự chú ý từ nhiều câu lạc bộ ở châu Âu bao gồm cả các đội bóng hàng đầu ở Tây Ban Nha và Inter Milan. Nhưng Liverpool lại là đội bóng để ý nhiều nhất tới cầu thủ này và vào ngày 13 tháng 5 năm 2007 câu lạc bộ xác nhận đã ký hợp đồng với cầu thủ này từ Gremio trước mùa giải 2007-2008.Giá trị của vụ chuyển nhượng là 6 triệu bảng Anh. Lucas thi đấu cùng Gremio cho tới hết Copa Libertadores 2007.Họ được vào chung kết và gặp Boca Juniors. Tuy nhiên Lucas do dính chấn thương nên phải ngồi dự bị ở trận lượt đi.Với việc Grêmio bị dẫn 1-0 cùng việc Sandro Goiano bị thẻ đỏ. Lucas được tung vào sân nhằm cải thiện hàng tiền vệ, nhưng cuối cùng Grêmio bị thua 3-0.Lucas đã trở lại trong đội hình xuất phát ở trận lượt về, nhưng lần này Grêmio lại thua, tỉ số là 2-0.

### Liverpool
Vào ngày 26 tháng 7 anh chính thức là cầu thủ của Liverpool và được tham dự trận chung kết giải Barclays Asia Trophy. Huấn luyện viên Rafael Benítez rất vui với bản hợp đồng và ông nói: "Tôi mong muốn được thấy cậu ấy ghi bàn cho Liverpool trong tương lai và chúng tôi tin rằng cậu ấy có những tố chất để thi đấu ở Anh".Ngày hôm sau đó anh có trận ra mắt trong trận tiếp Portsmouth, vào sân thay Mohamed Sissoko ở hiệp hai và anh cũng kiếm được một quả đá phạt đền trong trận tiếp Everton sau khi Phil Neville để bóng chạm tay từ cú sút của Lucas.
Cuối tháng 11, huấn luyện viên Benitez tạo cơ hội cho Lucas ra sân từ đầu trên hàng tiền vệ của Liverpool, sau khi đưa anh về được vài tháng.Anh nhanh chóng trở nên quen thuộc với các cổ động viên sau khi có những trận đấu với Newcastle United và Bolton Wanderers ở Premier League.Lucas ghi bàn đầu tiên cho Liverpool vào ngày 27 tháng 1 năm 2008 khi anh thực hiện cú sút từ khoảng cách 24m trong một trận đấu ở cúp FA gặp Havant and Waterlooville, trở thành cầu thủ người Brasil đầu tiên ghi bàn cho Liverpool.Cầu thủ trẻ người Brasil đã có một số trận được ra sân từ đầu như trong trận tiếp Chelsea và Arsenal, cũng như ở Champions League gặp Inter Milan.
Đầu mùa giải 2008-09 đánh dấu một dấu mốc quan trọng trong sự nghiệp của anh;Rất nhiều lời phê bình được đưa ra đối với anh để anh thi đấu tốt hơn sau khi kết thúc mùa giải đầu tiên cùng Lữ đoàn đỏ.Cầu thủ người Brasil có một sự khởi đầu tốt với bàn thắng mở tỉ số trong trận giao hữu thắng 2-1 trước đội bóng Thuỵ Sĩ FC Lucerne vào tháng 7.Anh gây ấn tượng ở những trận đấu trước mùa giải nhưng lỡ giai đoạn đầu của Premier League do phải làm nhiệm vụ cho đội tuyển Olympic Brasil ở Olympic Bắc Kinh 2008.Anh trở về với tấm huy chương đồng và Benitez đặt hi vọng lớn ở anh, ông nói "Mùa giải này cậu ấy sẽ tiến bộ lên bởi cậu ấy là một cầu thủ rất chuyên nghiệp và có kinh nghiệm thi đấu ở Olympic".Lucas cho biết đội hình của Liverpool đã tiến triển lên rất nhiều từ mùa giải trước dó và rất mong muốn có cơ hội được dành các danh hiệu, mặc dù cơ hội để anh có mặt trong đội hình một ngày càng khó hơn.Tuy nhiên, sau một số màn trình diễn đáng thất vọng, cả những lời phê bình và sự nghi ngờ của các fan đối với Lucas được giảm đi khi cổ động viên Liverpool la ó anh sau trận hoà trước Fulham.Sự chỉ trích nhắm cả vào Benitez và ông đáp trả với một thái độ tức giận khi bênh vực cầu thủ của mình, ông nói rằng "Mọi người không hiểu Lucas giỏi như thế nào. Cậu ấy là một cầu thủ tuyệt vời". Sau đó, ông nhấn mạnh về những trách nhiệm của Lucas đã trải qua, ông nói ánh đã từng là đội trưởng của cả Gremio và đội tuyển trẻ Brasil, và việc cạnh tranh vị trí với Javier Mascherano, Steven Gerrard và Xabi Alonso vốn đã khó.Màn trình diễn của Lucas ở tháng 12 năm 2008 cho Liverpool đã tiến bộ lên rất nhiều mà đỉnh điểm là màn trình diễn trong trận thắng 5-1 trước Newcastle United, ở trận này anh đã có một cú kiến tạo cho Steven Gerrard ghi bàn.Lucas bị đuổi trong trận derby cùng Merseyside với Everton, trận này Liverpool thua. Chiếc thẻ đỏ này đã gia tăng sự chỉ trích nhắm vào phía anh, sau khi anh đã phạm lỗi khiến Liverpool bị một quả penalty trong trận đấu trước, trận hoà 1-1 với Wigan.
Vào ngày 14 tháng ba Lucas được ra sân từ đầu trong trận thắng 4-1 trước đối thủ truyền kiếp Manchester United ở Old Trafford.Lucas được ra sân để thay thế Xabi Alonso.
Vào ngày 14 tháng 3 Lucas chơi trong trận tiếp Chelsea ở Champions League để thay thế Steven Gerrard, màn trình diễn của anh là tương đối tốt và anh đã ghi bàn cho Liverpool.Cú sút sa của anh đến vào phút 81 khi từ cú sút bóng đập chân Michael Essien bay đổi hướng khiến Petr Cech phải bó tay, quân bình tỉ số 3-3.Cú đánh đầu của Dirk Kuyt một phút sau giúp Liverpool vươn lên dẫn trước, nhưng pha ghi bàn của Frank Lampard ở phút 89 đã quân bình tỉ số 4-4, và Chelsea thắng với tổng tỉ số 7-5 để vào bán kết.
Vào ngày 3 tháng 5 năm 2009 Lucas ghi bàn đầu tiên cho Liverpool ở Premier League trong trận thắng Newcastle United 3-0.

## Thi đấu quốc tế
Lucas là cựu đội trưởng của đội tuyển U-20 Brasil. Anh giúp đội tuyển vô địch giải trẻ Nam Mĩ năm 2007, ghi 4 bàn ở giải đấu.Anh tiếp tục cùng đội tuyển dự giải U-20 thế giới ở Canada vào tháng 7 năm 2007.Tuy nhiên một chấn thương trong lúc tập luyện đã khiến anh không thể ra sân trong 3 tuần, khiến anh phải rút khỏi đội hình.
Vào tháng 10 năm 2006 Lucas được gọi vào đội tuyển bóng đá quốc gia Brasil trong trận giao hữu gặp câu lạc bộ Kuwait Al-Kuwait và đội tuyển bóng đá quốc gia Ecuador. Lucas vừa là cầu thủ trẻ nhất đội và vừa là một trong hai cầu thủ không thi đấu ở châu Âu trong một đội hình mạnh.Anh có trận ra mắt trong màu áo Brasil vào ngày 7 tháng 10 năm 2006 khi vào sân trong trận tiếp Al-Kuwait. Brasil thắng trận 4-0.Tuy nhiên, lần ra sân này không được goi là lần ra sân đầu tiên bởi trận đấu không được coi là một trận giao hữu chính thức bởi FIFA.
Lucas chính thức có lần ra mắt trong màu áo đội tuyển vào ngày 22 tháng 8 năm 2007 khi vào sân trong trận tiếp đội tuyển bóng đá quốc gia Algeria.
Vào tháng 6 năm 2008, Lucas được gọi vào đội tuyển Olympic Brasil để dự một trận đấu trước thềm Olympic vào cuối tháng.
Vào ngày 19 tháng 8, Lucas phải nhận thẻ đỏ trong trận bán kết Olympic gặp Argentina sau pha phạm lỗi với đồng đội ở Liverpool là Javier Mascherano, trận đó Argentina thắng 3-0.
Ngày 17 tháng 3 năm 2023, Lucas Leiva chính thức giã từ sự nghiệp thi đấu quốc tế sau 18 năm thi đấu chuyên nghiệp vì bệnh tim.

## Thống kê sự nghiệp

### Câu lạc bộ

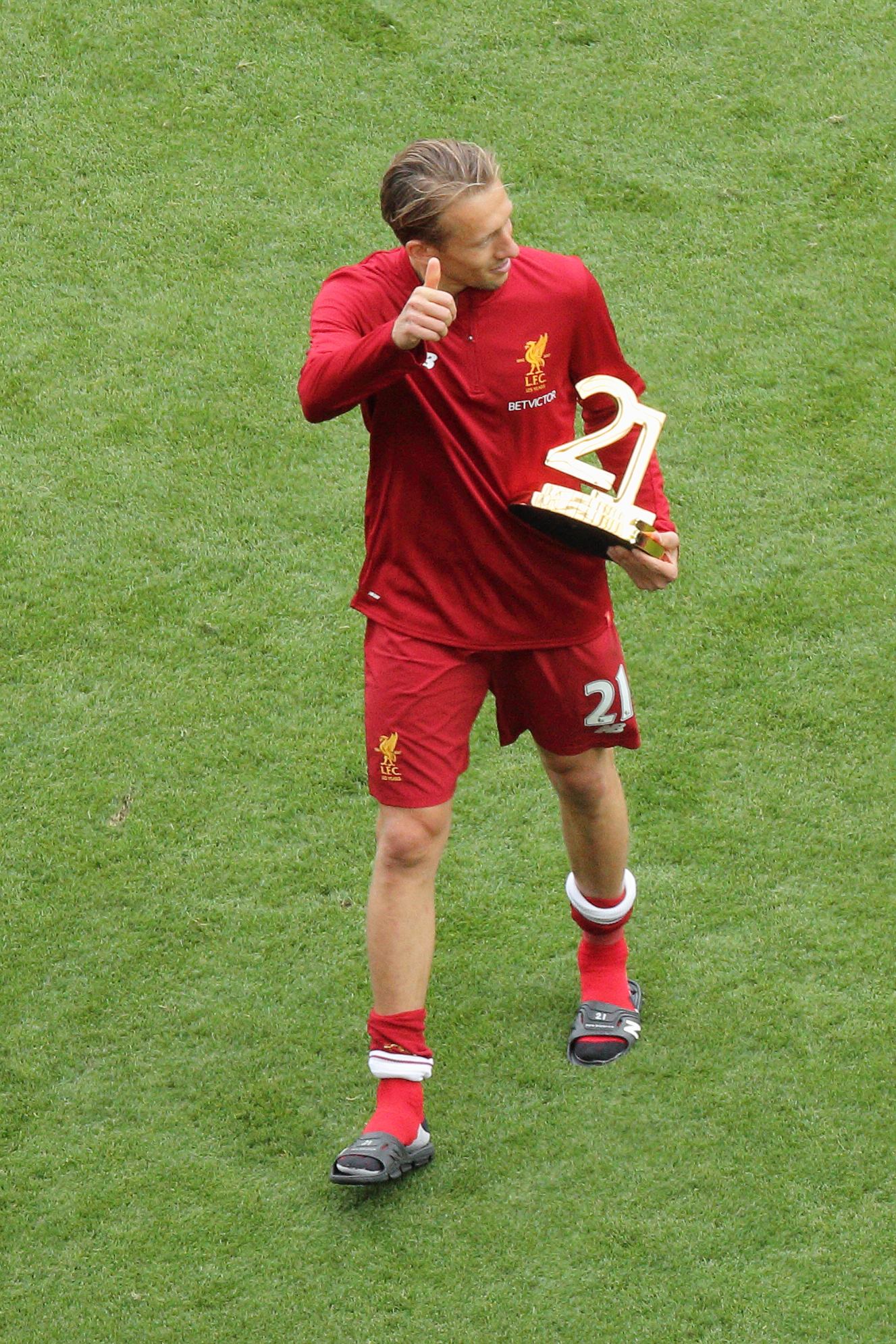
Vào cuối mùa giải 2016–17, Lucas đã nhận được một chiếc cúp kỷ niệm để đánh dấu 10 năm thi đấu cho câu lạc bộ.

| Câu lạc bộ          | Mùa giải            | Giải đấu            | Giải đấu | Giải đấu | State League | State League | Cúp quốc gia | Cúp quốc gia | Cúp liên đoàn | Cúp liên đoàn | Châu lục | Châu lục | Khác | Khác | Tổng cộng | Tổng cộng |
| Câu lạc bộ          | Mùa giải            | Hạng                | Trận     | Bàn      | Trận         | Bàn          | Trận         | Bàn          | Trận          | Bàn           | Trận     | Bàn      | Trận | Bàn  | Trận      | Bàn       |
| ------------------- | ------------------- | ------------------- | -------- | -------- | ------------ | ------------ | ------------ | ------------ | ------------- | ------------- | -------- | -------- | ---- | ---- | --------- | --------- |
| Grêmio              | 2005                | Série B             | 5        | 0        | 0            | 0            | 0            | 0            | —             | —             | —        | —        | —    | —    | 5         | 0         |
| Grêmio              | 2006                | Série A             | 32       | 4        | 17           | 3            | 4            | 1            | —             | —             | —        | —        | —    | —    | 53        | 8         |
| Grêmio              | 2007                | Série A             | 3        | 0        | 9            | 2            | 0            | 0            | —             | —             | 8        | 1        | —    | —    | 20        | 3         |
| Grêmio              | Tổng cộng           | Tổng cộng           | 40       | 4        | 26           | 5            | 4            | 1            | —             | —             | 8        | 1        | —    | —    | 78        | 11        |
| Liverpool           | 2007–08             | Premier League      | 18       | 0        | —            | —            | 4            | 1            | 3             | 0             | 7        | 0        | —    | —    | 32        | 1         |
| Liverpool           | 2008–09             | Premier League      | 25       | 1        | —            | —            | 2            | 0            | 2             | 1             | 10       | 1        | —    | —    | 39        | 3         |
| Liverpool           | 2009–10             | Premier League      | 35       | 0        | —            | —            | 2            | 0            | 0             | 0             | 13       | 1        | —    | —    | 50        | 1         |
| Liverpool           | 2010–11             | Premier League      | 33       | 0        | —            | —            | 1            | 0            | 1             | 0             | 12       | 1        | —    | —    | 47        | 1         |
| Liverpool           | 2011–12             | Premier League      | 12       | 0        | —            | —            | 0            | 0            | 3             | 0             | —        | —        | —    | —    | 15        | 0         |
| Liverpool           | 2012–13             | Premier League      | 26       | 0        | —            | —            | 1            | 0            | 0             | 0             | 4        | 0        | —    | —    | 31        | 0         |
| Liverpool           | 2013–14             | Premier League      | 27       | 0        | —            | —            | 1            | 0            | 1             | 0             | —        | —        | —    | —    | 29        | 0         |
| Liverpool           | 2014–15             | Premier League      | 20       | 0        | —            | —            | 3            | 0            | 5             | 0             | 4        | 0        | —    | —    | 32        | 0         |
| Liverpool           | 2015–16             | Premier League      | 26       | 0        | —            | —            | 1            | 0            | 5             | 0             | 7        | 0        | —    | —    | 40        | 0         |
| Liverpool           | 2016–17             | Premier League      | 24       | 0        | —            | —            | 4            | 1            | 3             | 0             | —        | —        | —    | —    | 31        | 1         |
| Liverpool           | Tổng cộng           | Tổng cộng           | 247      | 1        | —            | —            | 18           | 2            | 24            | 1             | 57       | 3        | —    | —    | 346       | 7         |
| Lazio               | 2017–18             | Serie A             | 36       | 2        | —            | —            | 4            | 0            | —             | —             | 9        | 2        | 1    | 0    | 50        | 4         |
| Lazio               | 2018–19             | Serie A             | 27       | 0        | —            | —            | 5            | 0            | —             | —             | 4        | 0        | —    | —    | 36        | 0         |
| Lazio               | 2019–20             | Serie A             | 25       | 0        | —            | —            | 1            | 0            | —             | —             | 3        | 0        | 1    | 0    | 30        | 0         |
| Lazio               | 2020–21             | Serie A             | 32       | 0        | —            | —            | 0            | 0            | —             | —             | 5        | 0        | —    | —    | 37        | 0         |
| Lazio               | 2021–22             | Serie A             | 35       | 0        | —            | —            | 2            | 0            | —             | —             | 8        | 0        | —    | —    | 45        | 0         |
| Lazio               | Tổng cộng           | Tổng cộng           | 155      | 2        | —            | —            | 12           | 0            | —             | —             | 29       | 2        | 2    | 0    | 198       | 4         |
| Grêmio              | 2022                | Série B             | 18       | 3        | —            | —            | —            | —            | —             | —             | —        | —        | —    | —    | 18        | 3         |
| Grêmio              | 2023                | Série A             | 0        | 0        | 0            | 0            | 0            | 0            | —             | —             | —        | —        | —    | —    | 0         | 0         |
| Grêmio              | Tổng cộng           | Tổng cộng           | 18       | 3        | 0            | 0            | 0            | 0            | —             | —             | —        | —        | —    | —    | 18        | 3         |
| Tổng cộng sự nghiệp | Tổng cộng sự nghiệp | Tổng cộng sự nghiệp | 460      | 10       | 26           | 5            | 34           | 3            | 24            | 1             | 94       | 6        | 2    | 0    | 640       | 25        |

### Đội tuyển quốc gia
| Brasil    | Brasil | Brasil |
| Năm       | Trận   | Bàn    |
| --------- | ------ | ------ |
| 2007      | 1      | 0      |
| 2008      | 2      | 0      |
| 2009      | 1      | 0      |
| 2010      | 4      | 0      |
| 2011      | 12     | 0      |
| 2012      | 0      | 0      |
| 2013      | 4      | 0      |
| Tổng cộng | 24     | 0      |

## Danh hiệu

### Câu lạc bộ

#### Grêmio
- Série B: 2005
- Campeonato Gaúcho: 2006, 2007

#### Liverpool
- Football League Cup: 2011–12
- UEFA Europa League: Á quân 2015–16

#### Lazio
- Coppa Italia: 2018–19
- Supercoppa Italiana: 2017, 2019

### Cá nhân
- Bola de Ouro: 2006
- Bola de Prata: 2006
- Campeonato Brasileiro Série A Team of the Year: 2006
- Liverpool Player of the Year: 2010–11
- Lazio Player of the Season: 2017–18, 2018–19